# Christoph Igel

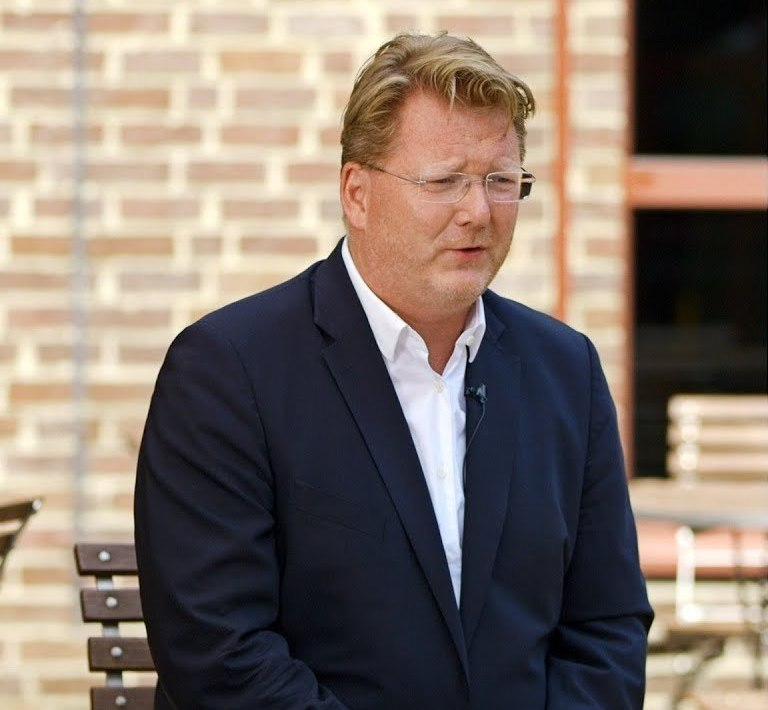
Christoph Igel

Christoph Gerd Igel (* 1968) ist ein deutscher Wissenschaftler und Hochschullehrer. Er ist im Kommando Heer der Bundeswehr tätig. Igel war bis Mitte Juni 2021 Forschungsdirektor und Geschäftsführer der Agentur für Innovation in der Cybersicherheit des Bundesministeriums der Verteidigung und des Bundesministeriums des Innern, für Bau und Heimat.

## Leben
Igel leistete nach seinem Abitur seinen 15-monatigen Grundwehrdienst im Heer in der Fallschirmjägertruppe und wurde zum Scharfschützen ausgebildet.
Anschließend studierte er von 1989 bis 1996 Sportwissenschaft, Geschichtswissenschaft, Politikwissenschaft und Erziehungswissenschaft an der Universität des Saarlandes. Ab 1996 war er Wissenschaftlicher Mitarbeiter am Lehrstuhl für Sportwissenschaft, Arbeitsbereich „Bewegungs- und Trainingswissenschaft“ von Reinhard Daugs. 2003 erfolgte seine Ernennung zum Akademischen Rat, zwei Jahre später wurde er Akademischer Oberrat. 2000 folgte in Saarbrücken die Promotion zum Thema Mentales Training in den Fächern Sportwissenschaft, Erziehungswissenschaft und Neuere Geschichte. Igel habilitierte sich 2007 an der Universität Münster, war Wissenschaftlicher Leiter des Educational Technology Lab des Deutschen Forschungszentrums für Künstliche Intelligenz (DFKI) in Berlin sowie Honorarprofessor an der Technischen Universität Chemnitz. Ferner war er Gastprofessor an der Shanghai Jiao Tong University in der Volksrepublik China und Vorsitzender der Expertengruppe „Intelligente Bildungsnetze“ des nationalen Digital-Gipfels der Bundesregierung.
Später kehrte Igel als Soldat und Quereinsteiger in die Bundeswehr zurück. Während einer Eignungsübung musste er erneut eine Grundausbildung durchlaufen, die beim Informationstechnikbataillon 281 in Gerolstein stattfand. Nach vier Monaten wechselte er in das Dienstverhältnis eines Soldaten auf Zeit und wurde zum Kommando Cyber- und Informationsraum in Bonn versetzt, bei dem er in der Abteilung Planung im Bereich Digitalisierung eingesetzt war.
Mitte 2020 wurde Igel Forschungsdirektor der neuen Agentur für Innovation in der Cybersicherheit, die auch als „Cyberagentur“ bezeichnet wird. Mitte 2021 verließ er die damals im Aufbau befindliche Agentur nach Ende der Gründungsphase wieder. Während die zuständigen Bundesministerien das Ausscheiden als „planmäßig“ bezeichneten, nannten Tageszeitungen eine zu starke Einmischung und überzogene Rechenschaftspflichten als Grund. Im Jahr zuvor hatte Igel das auf anwendungsnahe Forschung ausgelegte Konzept der Agentur verteidigt. Nach seinem Ausscheiden bei der Cyberagentur kehrte Christoph Igel als Oberstleutnant zum Kommando Heer der Bundeswehr zurück. Sein Nachfolger als Forschungsdirektor der Cyberagentur ist Christian Hummert.

## Veröffentlichungen
- Christoph Igel und Reinhard Daugs (Hrsg.): Handbuch eLearning. Verlag Kurt Hofmann, Schorndorf 2005, ISBN 978-3-7780-4500-8.
- Mentales Training: zur Wirkung pro- und retrospektiver Vorstellungsprozesse auf das Bewegungslernen. Sport und Buch Strauß, Köln 2001, ISBN 978-3-89001-359-6.